# Odd Lirhus
Odd Lirhus   (Voss, 18 de setembre de 1956) és un biatleta noruec, ja retirat, que va competir durant les dècades de 1970 i 1980.
El 1980 va prendre part als Jocs Olímpics d'Hivern de Lake Placid, on va disputar tres proves del programa de biatló. Fou quart en la prova del relleu 4x7,5 km i setè en la dels 10 quilòmetres. Quatre anys més tard, als Jocs de Sarajevo, va guanyar la medalla de plata en el relleu 4x7,5 km. Formà equip amb Eirik Kvalfoss, Rolf Storsveen i Kjell Søbak.
En el seu palmarès també destaquen cinc medalles al Campionat del món de biatló, una d'or, tres de plata i una de bronze, entre el 1978 i 1983. A la Copa del Món de biatló aconseguí dues victòries individuals. A nivell nacional sols aconseguí un campionat, el 1980, en 10 quilòmetres esprint.
Una vegada retirat fou entrenador de l'equip femení de biatló noruec del 2002 al 2006.